# 2019年古典音樂
本頁面是2019年間古典音樂事件（含相關話題）的紀錄頁。

## 事件

### 1月
- 8日：阿特密斯四重奏（德语：Artemis Quartett）加入了新成員：Suyoen Kim（德语：Suyoen Kim）（第二小提琴）以及Harriet Krijgh（荷兰语：Harriet Krijgh）（大提琴），合約於6月生效[1]。
- 11日：法國國家管弦樂團任命了約翰尼斯‧紐貝爾（德语：Johannes Neubert）為總執行，派令於9月1日生效[2]。
- 16日：下薩克森州基金會（德语：Stiftung Niedersachsen）宣布將由Antje Weithaas以及Oliver Wille共同擔任姚阿幸國際小提琴競賽（Joseph Joachim Int'l Violin Competition Hannover）的藝術總監職[3]。
- 17日：舊金山的愛樂巴洛克樂團（英语：Philharmonia Baroque Orchestra）任命理查‧埃加（英语：Richard Egarr）為音樂總監，合約期間五年，2021年樂季生效[4]。
- 18日：作曲家艾葛琳‧賽洛娃（Aigerim Seilova）獲得石荷州音樂節（德语：Schleswig-Holstein Musik Festival）頒發的亨德密特獎[5]。
- 19日：荷蘭皇家大會堂管弦樂團的新總部「大會堂之家」（RCO House）正式開幕營運[6]。
- 24日：英國小提琴演奏家泰絲敏‧里托（英语：Tasmin Little）透露她將在2020年夏季退休，並結束自己的舞台演出生涯[7]。美國麻州波士頓韓德爾與海頓協會（英语：Handel and Haydn Society）的藝術總監哈利‧克里斯多弗斯（英语：Harry Christophers）宣布將於2020年樂季結束後離任[8]。
- 25日：達莉雅‧史塔榭芙斯卡（Dalia Stasevska）以卅五歲之齡成為英國廣播公司交響樂團的首席客席指揮[9]。
- 27日：伯纳德·海廷克指揮了他與皇家大會堂管弦樂團最後一次的合作演出，曲目包括了莫札特第40號交響曲，以及布拉姆斯第4交響曲。
- 29日：義大利的文化遺產與活動部（義大利語：Ministero per i beni e le attività culturali e per il turismo）將逾5,000件與威爾第相關的文物（文件、作曲手稿等）對外公布。這是這些文件首次向外界公開[10]。

### 2月
- 1日：米尔加·格拉日尼特-蒂拉與德意志留聲機協議簽訂了獨家、長期的錄音合同[11]。史戴凡‧弗拉達（德语：Stefan Vladar）成為德國呂北客市立劇院（德语：Theater Lübeck）的音樂總監，合約期為五年，人事派令於8月1日生效[12]。
- 6日：紐約市林肯中心聘任亨利‧提姆斯（Henry Timms）擔任主席，並兼任總執行長，派令於5月生效[13]。
- 14日：波士顿交响乐团與其首席長笛伊莉莎白．羅伊（英语：Elizabeth Rowe (flutist)）就薪資待遇問題達成了和解[14]。此一案件是源自於羅伊認為其待遇因生理性別而有所差異，遂於2018年7月對樂團提出訴訟。

### 3月
- 1日：德勒斯登音樂節（德语：Dresdner Musikfestspiele）宣布約夏·貝爾為格拉蘇蒂獎（德語：Glashütte Original Musikfestspielepreis）得主[15]。辛辛那提交響樂團（英语：Cincinnati Symphony Orchestra）的桂冠首席強納森·里斯（Jonathan Lees）也在這天退休，其左手神經遭遇了不可回復性的傷勢，影響了他的演奏能力[16]。
- 8日：愛爾蘭裔法籍作曲家奧古斯塔·歐爾梅絲（法语：Augusta Holmès）的作品《憤怒的羅蘭》（法語：Roland furieux）由威爾斯國家管弦樂團進行了首演，演出由瓦倫蒂娜‧佩列吉（Valentina Peleggi）指揮。此作品在作曲家生前從未被演奏，其樂譜則因應首演進行了再編輯[17]。
- 11日：芝加哥交響樂團的演奏員們展開了罷工，以行動表達對其待遇的不滿[18]。
- 13日：維也納愛樂宣布海廷克為榮譽團員[19]。
- 18日：由於遭受抗議的關係，史卡拉劇院的董事會決議退回來自沙烏地阿拉伯的三億歐元捐款[20]。
- 26日：奧地利福拉爾貝格交響樂團（德語：Symphonieorchester Vorarlberg）任命里歐‧邁佛（Leo McFall）為首席指揮，合約期為五年，2020年樂季生效[21]。
- 27日：斯洛伐克女高音艾迪塔·葛貝洛娃最後一次登台演唱，演出在巴伐利亞國立歌劇院，飾演《惡魔羅伯托》（Roberto Devereux）的伊莉莎貝塔一角[22]。

### 4月
- 2日：維也納音樂協會大樓任命史戴凡‧保利（Stephan Pauly）為新任總經理，人事派令於2020年7月1日生效[23]。
- 12日：芬兰广播交响乐团宣布，首席指揮漢努·林圖（芬蘭語：Hannu Lintu）將於2020年樂季結束後離任[24]。
- 16日：巴黎聖母院大火的隔天，出身法國的葛替耶爾·卡普頌在聖母院外演奏了佛瑞的作品《夢醒之後》（法語：Après un rêve）[25]。
- 17日：皇家歌劇院和中提琴手Christopher Goldscheider訴訟案的新進展是，英格蘭和威爾士的上訴法院駁回了歌劇院方的上訴，維持了高等法院（High Court of Justice）判決Goldscheider勝訴的原判[26]。
- 20日：為了巴黎聖母院重建而募款的慈善義演，地點位於巴黎榮軍院前的廣場。參與者包括葛替耶爾·卡普頌、郎朗等獨奏家，以及法國國家管弦樂團的部分團員[27]。
- 23日：皇家大會堂管弦樂團與丹尼尔·加蒂共同發表了調停聲明[28]，為2018年8月以來的解雇事件劃下句點。
- 24日：尼德蘭愛樂（荷兰语：Nederlands Philharmonisch Orkest）宣布，瑞士指揮羅倫佐‧魏歐提（德语：Lorenzo Viotti）將在2021年樂季接任首席指揮一職。憑藉這一任命，魏歐提也將同時執掌尼德蘭國家歌劇院（荷兰语：De Nationale Opera）的首席指揮職務[29]。
- 27日：芝加哥交響樂團的演奏員們與董事會達成了協議，在五年新合約的簽訂下，他們結束了為時七週的罷工[30]。
- 30日：首爾愛樂宣布，由奥斯莫·万斯凯接任音樂總監，合約期為三年，人事派令於2020年1月生效[31]。

### 5月
- 2日：芬蘭廣播交響樂團宣布了首席指揮的新人選，尼古拉斯·科隆（英语：Nicholas Collon）將於2021年樂季就任。科隆是該團首為非芬蘭籍的首席指揮者[32]。
- 7日：英國廣播公司第三台公布其「新世代藝術家」（英語：New Generation Artists，效期至2021年止）的人選[33]，分別為：陸逸軒（鋼琴）、Alexander Gadjiev（鋼琴）、Johan Dalene（小提琴）、Timothy Ridout（中提琴）、Rob Luft（爵士吉他）、Ema Nikoslovska（女中音）、Consone Quartet（團體）
- 20日：第一屆中國國際音樂大賽（英語名：China Int'l Music Competition）公布了鋼琴組的成績，加籍參賽者贠思齊（英語：Tony Siqi Yun）掄元[34]。
- 31日：皇家大會堂管弦樂團宣布，執行總監Jan Raes將於2019年年末離任[35]。

### 6月
- 7日：柏林愛樂宣布授予巴倫波因「榮譽指揮」（德語：Ehrendirigenten）的肯定，是該團史上第一人[36]。
- 12日：海廷克在受訪時證實，他將於9月正式退休[37]。
- 15日：海廷克指揮了與尼德蘭愛樂合作的演出，這是他在尼德蘭境內的最後一場演出，也是最後一次與尼德蘭方面的團體合作[38]。
- 24日：巴登-巴登節日劇院宣布其新一任執行總監人選為Ursula Koners[39]。

### 7月
- 1日：德勒斯登國家歌劇院樂團宣布，Jan Naes將離任樂團總經理一職[40]。同日，维也纳交响乐团旋即任命Jan Naes為新任總經理，此派令於10月1日生效[41]。
- 8日：新加坡交響樂團宣布漢斯‧葛拉夫（Hans Graf）為該團新任首席指揮，他將在2020年樂季上任，合約期為三年[42]。
- 16日：芝加哥小交響樂團宣布即將中止與吉姆‧赫許（Jim Hirsch）的合作，雙方的合作關係至翌年7月1日止[43]。
- 18日：甘迺迪中心獎的得主公布，當中包括了指揮邁可·提爾森·湯瑪斯[44]。
- 25日：倫敦愛樂樂團宣布愛德華‧賈德納（Edward Gardner）為新任首席指揮，合約期為五年，自2021年樂季起生效[45]。
- 26日：維也納愛樂宣布赫伯特·布隆斯泰特為榮譽團員[46]。

### 9月
- 3日：海廷克在倫敦的皇家阿爾伯特音樂廳完成了個人第90次的逍遙音樂節指揮演出，與維也納愛樂、鋼琴家伊曼纽尔·艾克斯合作[47]。
- 6日：海廷克在琉森音樂節登台指揮，合作對象同本月3日在倫敦的演出。這是海廷克生涯的最後一場公開音樂會[48]。
- 11日：威爾士國家管弦樂團宣布萊恩‧班克拉夫（Ryan Bancroft）為新任音樂總監，合約期為三年，自2020年樂季起生效[49]。同日，西德廣播合唱團（德语：WDR Rundfunkchor Köln）宣布尼可拉斯‧芬克（Nicholas Fink）為新任首席指揮，派令自2020年樂季起生效[50]。
- 12日：波士頓交響樂團長年的樂團首席馬爾科姆‧勞（Malcolm Lowe）宣布退休，他擔任該團首席長達卅五年之久[51]。
- 16日：蒙特婁大都會歌劇院（英语：Orchestre Métropolitain）宣布，雅尼克‧涅採-西格英（英语：Yannick Nézet-Séguin）為該院終身首席指揮[52]。
- 24日：紐約大都會歌劇院宣布，在即將演出的威爾第《馬克白》當中取消男高音普拉西多·多明哥的登場。此劇是大都會歌劇院的樂季開幕節目，多明哥則暗示未來將不會再次在此演唱[53]。此前，多明哥正為不當的性騷擾行為而接受調查。

### 10月
- 9日：匈牙利的陶卡奇四重奏團錄用理查·歐尼爾（Richard O'Neill）為新任中提琴手，葛勞汀·瓦瑟（Geraldine Walther）則將在2020年6月退休[54]。
- 29日：由於中國方面拒絕了樂團中三位韓國籍成員的簽證發給，伊士曼音樂學校取消了預定的中國參訪行程[55]。

### 11月
- 8日：馬里斯‧楊頌斯與女高音狄安娜·達姆嬈以及巴伐利亞廣播交響樂團合作演出，地點位於紐約市卡內基大廳，這場音樂會的曲目包括理查‧史特勞斯的《最後四首歌》，以及布拉姆斯第4號交響曲。由於健康欠佳的緣故，楊頌斯在舞台上所表現出的狀態令人擔憂[56]，並因此取消了隔天晚上的登台計畫，使得這晚的音樂會成為他最後一次的公開指揮演出。同日，皇家阿爾伯特音樂廳宣布與皇家愛樂樂團簽訂五年合約，使得該團成為駐院團隊，負責出演該音樂廳主要的管弦樂節目[57]。
- 12日：法國國家管弦樂團宣布克里斯蒂安‧馬切拉魯（Cristian Măcelaru）為新任音樂總監，合約期為四年，自2021年9月1日起生效[58]。
- 14日：鋼琴家安吉拉‧赫維特（英语：Angela Hewitt）獲得萊比錫巴赫獎章[59]。
- 20日：英國廣播電台轄下的音樂會管弦樂團（英语：BBC Concert Orchestra）宣布安娜-瑪麗亞‧赫爾辛（Anna-Maria Helsing）成為該團的首席客席指揮。赫爾辛成為英國廣播電台史上[a]第三位女性指揮者[60]。
- 22日：石荷州的布拉姆斯學會（Brahms-Gesellschaft Schleswig-Holstein）宣布，小提琴家五嶋綠為2020年的布拉姆斯獎得主[61]。

### 12月
- 2日：林肯中心與紐約愛樂共同宣布了大衛‧葛芬音樂廳（David Geffen Hall）的整修計劃，此計劃工程預計於2022開始[62]。
- 4日：愛沙尼亞國家交響樂團宣布歐拉里‧艾爾茲（Olari Elts）為該團新任音樂總監暨首席指揮，合約期為三年，於2020年樂季生效。在此同時，尼姆·耶尔维將在2019年樂季結束後自原職務退休，樂團將授予其終身榮譽指揮的肯定[63]。
- 14日：悉尼交響樂團宣布西蒙娜·扬為新任首席指揮，合約期為三年，於2022年樂季生效[64]。

## 逝世人物

### 2月
- 28日：柏林愛樂前任法國號首席傑爾德·塞佛（德语：Gerd Seifert），享年87[65]。
- 28日：德裔美籍鋼琴家、作曲家安德烈·普列文，享年89[66]。

### 3月
- 8日：奧地利指揮家米夏埃尔·吉伦，享年91[67]。
- 17日：德國單簧管名家沃夫岡‧邁爾（德语：Wolfgang Meyer (Musiker)）[b]，享年63[68]。

### 4月
- 16日：奧地利鋼琴家約爾格‧德慕斯（德语：Jörg Demus），享年90[69]。

### 9月
- 25日：奧地利鋼琴家保罗·巴杜拉-斯科达，享年91[70]。
- 30日：美國女高音潔西·諾曼，享年74[71]。

### 12月
- 1日：拉脫維亞指揮馬里斯‧楊頌斯，享年76[72]。
- 25日：德國男高音彼得·許萊爾，享年84[73]。

## 新聞來源
1. ↑   (新闻稿). Artemis Quartet. 8 January 2019  [12 January 2019]. （原始内容存档于2019-01-13）.
2. ↑   (新闻稿). Orchestre national de France. 11 January 2019  [19 January 2019]. （原始内容存档于2020-09-17）.
3. ↑   (新闻稿). Stiftung Niedersachsen. 16 January 2019  [19 January 2019]. （原始内容存档于2019-01-19）.
4. ↑   (新闻稿). Philharmonia Baroque Orchestra. 17 January 2019  [19 January 2019]. （原始内容存档于2020-10-26）.
5. ↑  . Die Welt. 18 January 2019  [19 January 2019]. （原始内容存档于2020-09-17）.
6. ↑   (新闻稿). Royal Concertgebouw Orchestra. 15 January 2019  [2 February 2019]. （原始内容存档于2019-06-02）.
7. ↑  . The Strad. 25 January 2019  [26 January 2019]. （原始内容存档于2020-09-27）.
8. ↑   (新闻稿). Handel and Haydn Society. 24 January 2019  [26 January 2019]. （原始内容存档于2019-01-26）.
9. ↑  Imogen Tilden. . The Guardian. 25 January 2019  [26 January 2019]. （原始内容存档于2020-11-28）.
10. ↑  Elisabetta Povoledo. . New York Times. 25 January 2019  [2 February 2019]. （原始内容存档于2020-11-01）.
11. ↑  . Gramophone. 1 February 2019  [2 February 2019]. （原始内容存档于2019-09-25）.
12. ↑   (新闻稿). Theater Lübeck. 1 February 2019  [2 February 2019]. （原始内容存档于2019-08-24）.
13. ↑  Michael Cooper. . The New York Times. 6 February 2019  [9 February 2019]. （原始内容存档于2020-11-30）.
14. ↑  Jennifer Schuessler. . The New York Times. 21 February 2019  [23 February 2019]. （原始内容存档于2020-11-07）.
15. ↑  . Die Welt. 28 February 2019  [2 March 2019]. （原始内容存档于2020-09-17）.
16. ↑  Janelle Gelfand. . Cincinnati Business Courier. 1 March 2019  [16 March 2019].
17. ↑  .   [2020-04-04]. （原始内容存档于2020-11-26）.
18. ↑  Michael Cooper. . The New York Times. 11 March 2019  [16 March 2019]. （原始内容存档于2020-11-08）.
19. ↑   (新闻稿). Vienna Philharmonic. 13 March 2019  [16 March 2019]. （原始内容存档于2020-09-12）.
20. ↑  . BBC. 19 March 2019  [23 March 2019]. （原始内容存档于2020-12-11）.
21. ↑  . Vorarlberg Nachrichten. 26 March 2019  [11 May 2019]. （原始内容存档于2020-09-17）.
22. ↑  Michael Schilling. . Abendzeitung Mūnchen. 28 March 2019  [30 March 2019]. （原始内容存档于2020-08-11）.
23. ↑  Ljubiša Tošić. . Der Standard. 2 April 2019  [6 April 2019]. （原始内容存档于2019-06-17）.
24. ↑   (新闻稿). Finnish Radio Symphony Orchestra. 12 April 2019  [4 May 2019]. （原始内容存档于2019-05-06）.
25. ↑  . The Strad. 16 April 2019  [20 April 2019]. （原始内容存档于2020-09-27）.
26. ↑  Mark Brown. . The Guardian. 17 April 2019  [20 April 2019]. （原始内容存档于2020-11-08）.
27. ↑  Sofia Anastasio. . France Musique. 19 April 2019  [27 April 2019]. （原始内容存档于2020-09-12）.
28. ↑   (新闻稿). Royal Concertgebouw Orchestra. 23 April 2019  [27 April 2019]. （原始内容存档于2019-06-02）.
29. ↑   (新闻稿). Netherlands Philharmonic Orchestra. 24 April 2019  [27 April 2019]. （原始内容存档于2021-01-23）.
30. ↑  Lawrence A. Johnson. . Chicago Classical Review. 27 April 2019  [4 May 2019]. （原始内容存档于2020-09-26）.
31. ↑   (新闻稿). Harrison Parrott. 30 April 2019  [4 May 2019]. （原始内容存档于2020-11-29）.
32. ↑   (新闻稿). Finnish Radio Symphony Orchestra. 2 May 2019  [4 May 2019]. （原始内容存档于2020-11-28）.
33. ↑   (新闻稿). BBC. 7 May 2019  [25 May 2019]. （原始内容存档于2020-11-27）.
34. ↑  Melissa Bradshaw. . Classical Music Magazine. 2019-05-21  [2019-05-25]. （原始内容存档于2020-09-12）.
35. ↑   (新闻稿). Royal Concertgebouw Orchestra. 31 May 2019  [2019-06-09]. （原始内容存档于2019-06-04）.
36. ↑   (新闻稿). Berlin Philharmonic Orchestra. 7 June 2019  [2019-06-16]. （原始内容存档于2019-06-08）.
37. ↑  Guido van Oorschot. . De Volksrant. 2019-06-12  [2019-06-16]. （原始内容存档于2019-08-18）.
38. ↑   (PDF).   [2020-04-05]. （原始内容存档 (PDF)于2020-09-12）.
39. ↑  . SWR2. 2019-06-24  [2019-06-29]. （原始内容存档于2019-06-29）.
40. ↑  . SWR2. 2019-07-02  [2019-07-06]. （原始内容存档于2019-07-06）.
41. ↑   (新闻稿). Wiener Symphoniker. 1 July 2019  [2019-07-06]. （原始内容存档于2020-09-17）.
42. ↑   (新闻稿). Singapore Symphony Orchestra. 8 July 2019  [2019-07-13]. （原始内容存档于2020-11-25）.
43. ↑  Howard Reich. . Chicago Tribune. 16 July 2019  [28 July 2019]. （原始内容存档于2020-11-07）.
44. ↑   (PDF) (新闻稿). The John F. Kennedy Center for the Performing Arts. 18 July 2019  [2019-07-28]. （原始内容存档 (PDF)于2019-07-28）.
45. ↑   (新闻稿). London Philharmonic Orchestra. 25 July 2019  [2019-07-28]. （原始内容存档于2019-07-28）.
46. ↑   (新闻稿). Vienna Philharmonic Orchestra. 26 July 2019  [2019-08-10]. （原始内容存档于2020-09-12）.
47. ↑  Erica Jeal. . The Guardian. 4 September 2019  [21 September 2019]. （原始内容存档于2019-09-28）.
48. ↑  Guido van Oorschot. . De Volksrant. 8 September 2019  [2019-11-02]. （原始内容存档于2019-09-29）.
49. ↑   (新闻稿). BBC Media Centre. 11 September 2019  [2019-09-21]. （原始内容存档于2020-11-27）.
50. ↑   (新闻稿). WDR. 11 September 2019  [2020-01-12]. （原始内容存档于2020-09-12）.
51. ↑  Zoë Madonna & Isaac Feldberg. . Boston Globe. 12 September 2019  [21 September 2019]. （原始内容存档于2020-10-02）.
52. ↑  Robert Rowat. . CBC. 16 September 2019  [21 September 2019]. （原始内容存档于2021-01-24）.
53. ↑  Michael Cooper. . The New York Times. 24 September 2019  [28 September 2019]. （原始内容存档于2021-01-20）.
54. ↑   (新闻稿). University of Colorado Boulder College of Music. 9 October 2019  [2019-10-12]. （原始内容存档于2020-09-17）.
55. ↑  Javier C. Hernández. . The New York Times. 29 October 2019  [2019-11-02]. （原始内容存档于2020-11-12）.
56. ↑  Eric C. Simpson. . New York Classical Review. 9 November 2019  [2019-12-01]. （原始内容存档于2019-11-11）.
57. ↑   (新闻稿). Royal Albert Hall. 8 November 2019  [2019-11-16]. （原始内容存档于2020-09-12）.
58. ↑  Sofia Anastasio. . France Musique. 2019-11-12  [2019-11-16]. （原始内容存档于2020-09-12）.
59. ↑  . SWR 2. 2019-11-14  [2019-11-23].[]
60. ↑  . Gramophone. 2019-11-20  [2019-11-23]. （原始内容存档于2019-11-22）.
61. ↑  . SWR 2. 2019-11-22  [2019-11-23].[]
62. ↑  Michael Cooper and Robin Pogrebin. . The New York Times. 2019-12-02  [2019-12-07]. （原始内容存档于2020-12-08）.
63. ↑   (新闻稿). Estonian National Symphony Orchestra. 4 December 2019  [2019-12-07]. （原始内容存档于2020-09-12）.
64. ↑   (新闻稿). Sydney Symphony Orchestra. 14 December 2019  [2019-12-21]. （原始内容存档于2020-09-14）.
65. ↑  . Pizzicato. 2019-03-04  [2020-04-08]. （原始内容存档于2019-03-04） （法语）.
66. ↑  James Barron. . The New York Times. 28 February 2019  [2 March 2019]. （原始内容存档于2020-02-28）.
67. ↑  Wolfgang Schreiber. . Süddeutsche Zeitung. 8 March 2019  [8 March 2019]. （原始内容存档于2019-06-15）.
68. ↑  Isabel Steppeler. . Badische Neueste Nachrichten. 18 March 2019  [23 March 2019]. （原始内容存档于2019-03-31）.
69. ↑  Georg Leyrer. . Kurier. 17 April 2019  [20 April 2019]. （原始内容存档于2019-04-18）.
70. ↑  Rob Cowan. . Gramophone. 26 September 2019  [5 October 2019]. （原始内容存档于2019-10-01）.
71. ↑  Daniel J. Wakin & Michael Cooper. . The New York Times. 30 September 2019  [5 October 2019]. （原始内容存档于2019-10-01）.
72. ↑  Fridemann Leipold. . BR Klassik. 2019-12-01  [2019-12-01]. （原始内容存档于2020-12-07）.
73. ↑  Matthias Keller. . BR Klassik. 2019-12-26  [2019-12-26]. （原始内容存档于2020-10-06）.